# Дасье, Андре
Андре Дасье (фр. André Dacier; 6 апреля 1651, Кастр в Лангедоке (ныне департамент Тарн) — 18 сентября 1722, Париж) — французский филолог-классик и переводчик.

## Биография
Андре Дасье родился 6 апреля 1651 года в городе Кастре. Учился в Сомюре у Таннеги Лефевра. После его смерти в 1672 году переехал из Сомюра в Париж. Доч Лефевра Анна, которая также занималась классической филологией и переводила с латыни и греческого на французский, в 1683 стала женой Андре. 
В 1695 году был избран во Французскую академию (с 1713 года — её секретарь). В то же время был назначен хранителем королевской библиотеки в Лувре. В 1700 году издал и научно откомментировал словарь «De verborum significatione» Помпея Феста. К наиболее заметным работам Дасье относятся французские переводы Горация (с комментариями), «Поэтики» Аристотеля, трагедий Софокла «Электра» и «Эдип в Колоне», трудов Эпиктета, Гиппократа и Плутарха. Дасье первым высказал предположение, что отождествление древнеримского поэта Тигеллия с другим поэтом того времени — Тигеллием Гермогеном является ошибочной, но у этой теории нашлось не так много последователей, пока Карл Кирхнер не привёл более существенную доказательную базу под теорию Андре Дасье.